# Waterford Park
Waterford Park – miasto w Australii, w stanie Wiktoria.